# Col de la Glière (massif de la Vanoise)
Pour les articles homonymes, voir Col de la Glière et Glière.
Le col de la Glière est un col de France situé en Savoie, dans le massif de la Vanoise.

## Géographie
S'élevant à 3 159 mètres d'altitude, il est dominé par la pointe de la Grande Glière (3 392 m) au nord-ouest et la pointe de la Petite Glière (3 322 m) au sud-est. Il n'est franchi par aucun sentier de randonnée, son adret étant occupé par le glacier Sud de la Glière et son ubac par le glacier Nord de la Glière. En période hivernale, il peut-être rejoint par un itinéraire de ski de randonnée par l'adret depuis le secteur du col de la Vanoise.

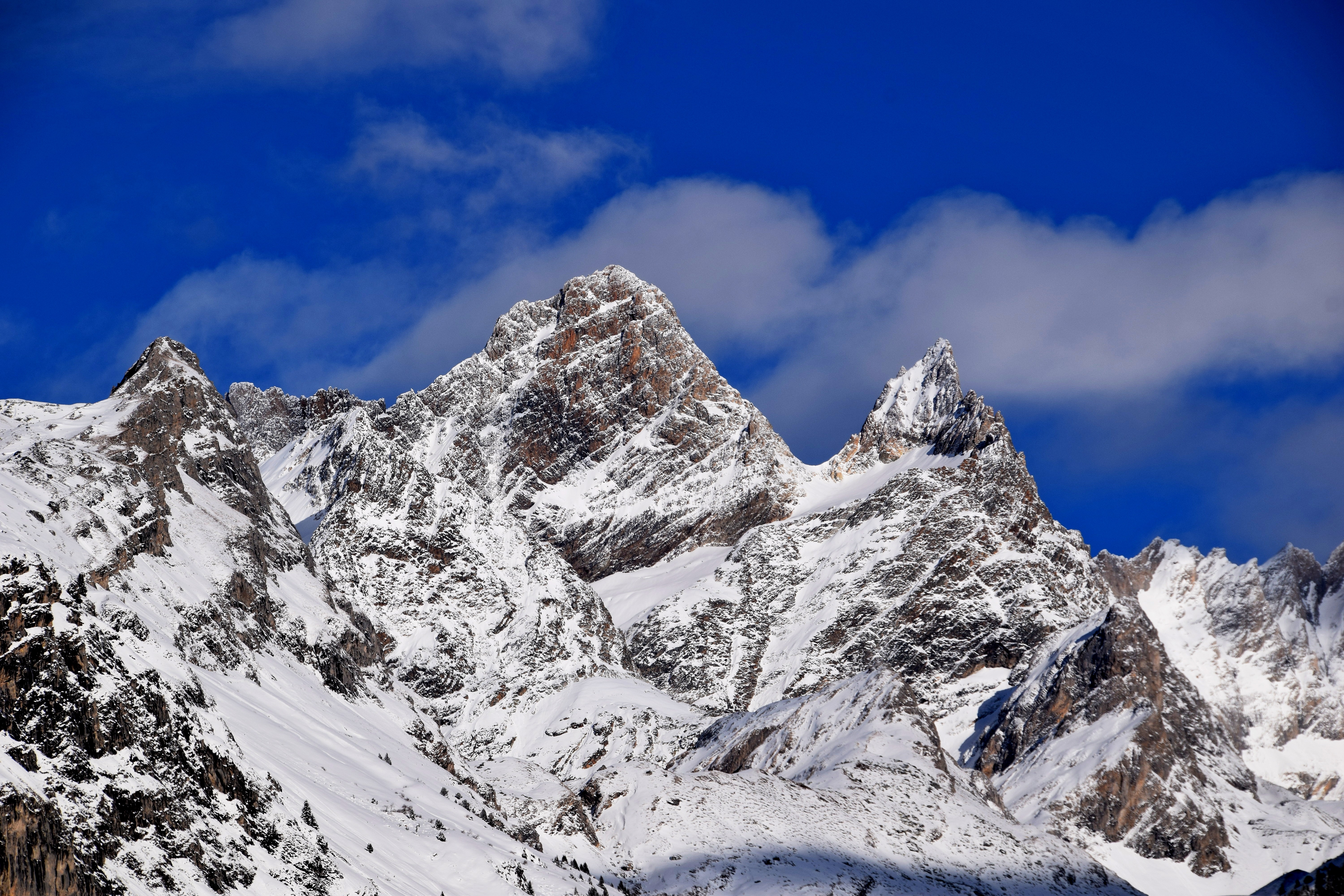
Vue hivernale depuis le sud-ouest du col de la Glière encadré par la pointe de la Grande Glière à gauche et la pointe de la Petite Glière à droite.